# Fujiwara no Mototsune
Fujiwara no Mototsune (藤原 基経, 836 - 25 de febrer, 891), també conegut com Horikawa Daijin, va ser un estadista, cortesà i aristòcrata japonès del primer període Heian. Va ser el primer kampaku, un regent d'un emperador adult, de la història japonesa.

## Biografia
Va néixer el tercer fill de Fujiwara no Nagara, però va ser adoptat pel seu poderós oncle Fujiwara no Yoshifusa, que no tenia fills. Mototsune va seguir els passos de Yoshifusa, mantenint el poder a la cort en la posició de regent de quatre emperadors successius.
Mototsune es va inventar la posició de regent Kampaku per a ell mateix per mantenir-se al poder fins i tot després que un emperador assolí la maduresa. Aquesta innovació va permetre al clan Fujiwara estrènyer el seu control del poder durant tot el regnat d'un emperador.
Mototsune es coneix com Shōsen Kō (昭宣公) (nom pòstum com Daijō Daijin).

## Carrera
- 864 (Jōgan 6): Mototsune és nomenat Sangi
- 866 (Jogan 8): Chūnagon
- 870 (Jōgan 12, 1r mes): es va convertir en Dainagon[2]
- 872 (Jōgan 14): va ser nomenat Udaijin[1]
- 876 (Jōgan 18): Va ser nomenat Sesshō[1]
- 880 (Gangyō 4): Va ser nomenat Daijō Daijin[1]
- 884 (Gangyō 8): El primer Mototsune a rebre el títol Kampaku.
- 890 (Kanpyō 2, 14è dia del 12è mes): es retira de Kampaku.
- 25 de febrer de 891 (Kampyō 3, 13è dia del primer mes): Mototsune va morir a l'edat de 56 anys.[3]

## Genealogia
Aquest membre del clan Fujiwara era fill de Fujiwara no Nagara, que era un dels germans de Fujiwara no Yoshifusa. Mototsune va ser adoptat com a fill i hereu de Yoshifusa. En altres paraules, Yoshifusa va ser l'oncle de Mototsune i el pare per adopció.
Estava casat amb una filla del príncep imperial Saneyasu (fill de l'emperador Ninmyō).
Els seus fills eren:
- Tokihira (時平) (871–909) – Sadaijin[6]
- Nakahira (仲平) (875–945) – Sadaijin[7]
- Tadahira (忠平) (880–949) – Daijō Daijin, Regent[8]
- Yoriko (頼子) (d. 936), consort de  l'Emperador Seiwa
- Kazuko (佳珠子), consort de l'Emperador Seiwa
- Onshi (穏子) (885–954), consort de l'Emperador Daigo,[1] i mare de l'emperador Suzaku i de l'emperador Murakami
- També estava casat amb la princesa Sōshi (操子女王), filla del príncep imperial Tadara (fill de l'emperador Saga).

Els seus fills eren:
- Kanehira (兼平) (875–935) – Kunai-Kyō (宮内卿)
- Onshi [ja] (温子) (872–907), consort de l'Emperador Uda[1]

Els seus altres fills eren:
- Kamiko (佳美子) (d. 898), consort de l'Emperador Kōkō
- Yoshihira (良平)
- Taira no Shigeko (滋子), casada amb Minamoto no Yoshiari (fill de l'emperador Montoku)
- filla, casada amb el príncep imperial Sadamoto (fill de l'emperador Seiwa), i mare de Minamoto no Kanetada (源兼忠)